# Tiro indireto

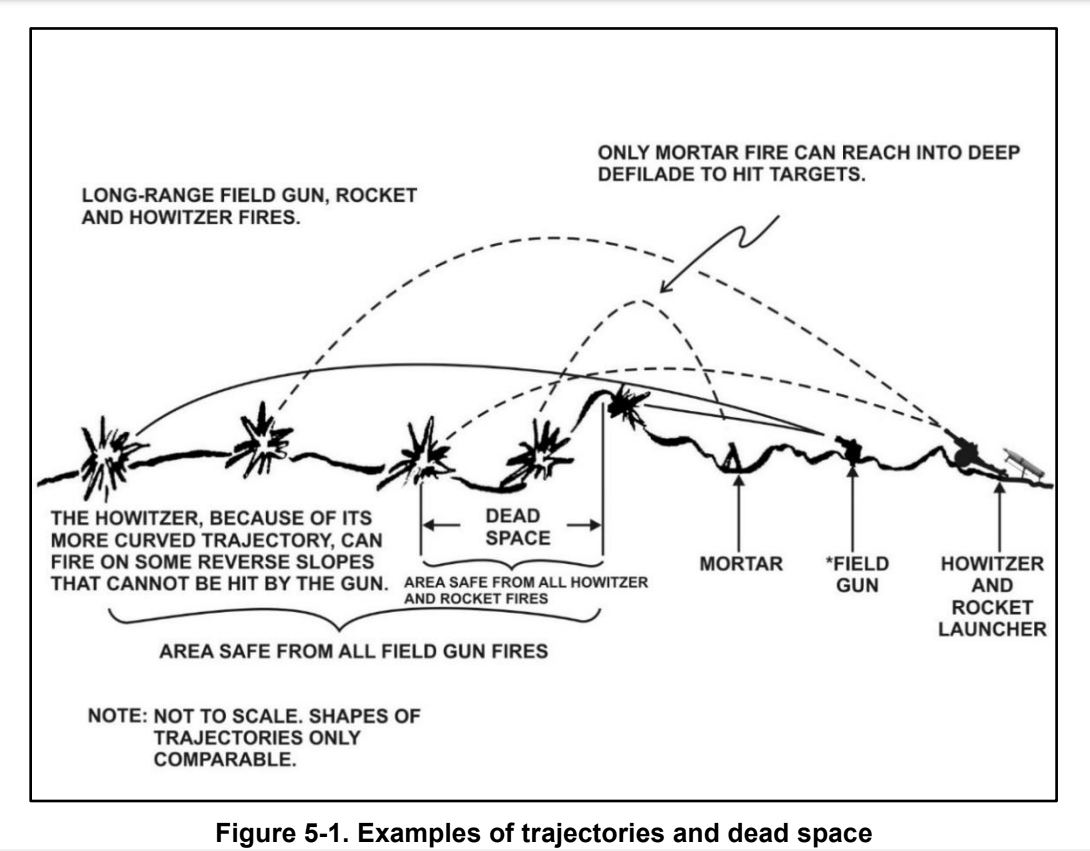
Trajetórias indiretas de tiro para foguetes, obuseiros, canhões de campanha e morteiros.

O tiro indireto é o ato de apontar e disparar um projétil sem depender de uma linha de visão direta entre a arma e seu alvo, como no caso do tiro direto. A pontaria é realizada calculando o azimute e a inclinação, podendo incluir a correção da mira observando a queda do tiro e calculando novos ângulos.

## Descrição
O tiro indireto é mais comumente usado pela artilharia de campanha e morteiros. Até o início da Primeira Guerra Mundial, os canhões eram uma arma de fogo direto, daí os escudos de bala instalados nos reparos das peças, como no famoso M1897 de 75mm. O tiro indireto também é usado com mísseis, obuseiros, artilharia de foguetes, lançadores múltiplos de foguetes, mísseis de cruzeiro, mísseis balísticos, canhões navais contra alvos costeiros, às vezes com metralhadoras, e tem sido usado com canhões de tanques e antitanques e por armas antiaéreas contra alvos de superfície.
Existem duas dimensões na pontaria de uma arma:
- No plano horizontal (azimute); e
- No plano vertical (elevação), que é governado pela distância (alcance) ao alvo e pela energia da carga propelente.

A trajetória do projétil é afetada pelas condições atmosféricas, pela velocidade do projétil, pela diferença de altitude entre o atirador e o alvo e outros fatores. A mira direta de fogo pode incluir mecanismos para compensar alguns deles. Revólveres e fuzis, metralhadoras, canhões antitanque, canhões principais de tanques, muitos tipos de foguetes não-guiados e canhões montados em aeronaves são exemplos de armas projetadas principalmente para tiro direto.
A OTAN define tiro indireto como “Tiro disparado contra um alvo que não pode ser visto pelo mirante”. A implicação é que a "mira" de azimute e/ou elevação é feita usando métodos instrumentais. Conseqüentemente, tiro indireto significa aplicar "dados de disparo" a miras de azimute e elevação e estabelecer essas miras. O tiro indireto pode ser usado quando o alvo estiver visível da posição de tiro. No entanto, é usado principalmente quando o alvo está a um alcance maior e é invisível para o atirador devido ao terreno. O alcance mais longo utiliza uma trajetória mais alta e, em teoria, o alcance máximo é alcançado com um ângulo de elevação de 45 graus.

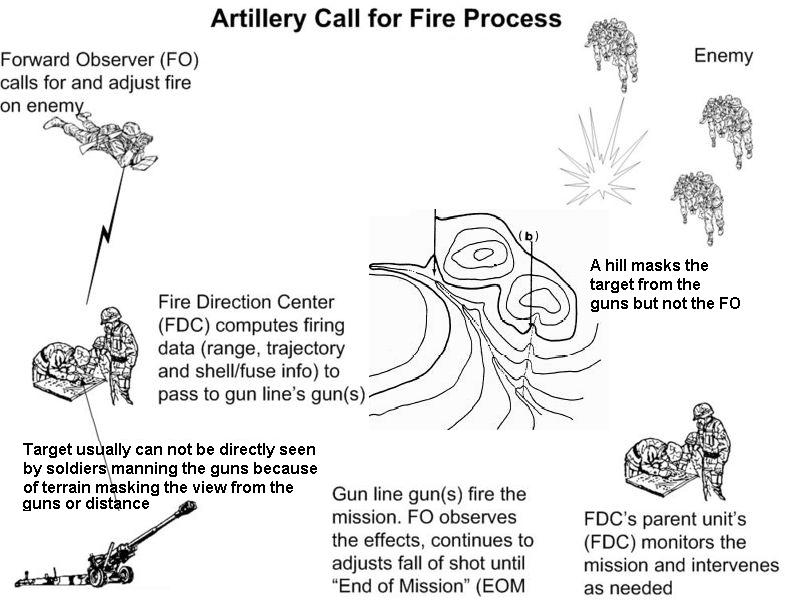
Chamar e ajustar o tiro de artilharia indireto em um alvo invisível para os soldados que manejam as armas, um exemplo moderno americano

É razoável supor que o propósito original do tiro indireto era permitir o fogo de uma "posição coberta", onde os artilheiros não pudessem ser vistos e atacados por seus inimigos. O aspecto da ocultação continua importante, mas desde a Primeira Guerra Mundial igualmente importante foi a capacidade de concentrar o fogo de muitas baterias de artilharia no mesmo alvo ou conjunto de alvos. Isto tornou-se cada vez mais importante à medida que o alcance da artilharia aumentava, permitindo que cada bateria tivesse uma área de influência cada vez maior, mas exigia arranjos de comando e controle para permitir a concentração do fogo. As leis físicas da balística significam que armas que disparam projéteis maiores e mais pesados podem enviá-los mais longe do que armas de menor calibre que disparam projéteis mais leves. No final do século XX, o alcance máximo típico das armas mais comuns era de cerca de 24 a 30km, acima dos cerca de 8km na Primeira Guerra Mundial.
Durante a Primeira Guerra Mundial, as posições cobertas recuaram mais e o tiro indireto evoluiu para permitir atacar qualquer ponto dentro do alcance, mobilidade do poder de fogo, sem movimentar os atiradores. Se o alvo não puder ser visto da posição do  canhão, deve haver um meio de identificar os alvos e corrigir a mira de acordo com a queda do tiro. A posição de alguns alvos pode ser identificada por um quartel-general a partir de diversas fontes de informação (observadores): observadores no solo, em aeronaves, ou em balões de observação. O desenvolvimento da comunicação elétrica simplificou imensamente os relatórios e permitiu que muitos artilheiros amplamente dispersos concentrassem seu fogo em um único alvo.
A trajetória do projétil não poderia ser alterada uma vez disparado, até a introdução das munições inteligentes.

## História
O disparo indireto de flechas por arqueiros era comumente usado pelos exércitos antigos. Foi usado durante batalhas e cercos.
Durante vários séculos, os morteiros Coehorn foram disparados indiretamente porque sua elevação fixa significava que o alcance era determinado pela quantidade de pólvora propulsora.
A invenção do quadrante do artilheiro por Niccolò Tartaglia (ver clinômetro) no século XVI introduziu armas de tiro indireto porque permitia o disparo por instrumento em vez da linha de visão. Este instrumento era basicamente um esquadro de carpinteiro com um arco graduado e um prumo colocado no cano para medir uma elevação. Há sugestões, baseadas num relato do Livre de Canonerie publicado em 1561 e reproduzido na Revue d'Artillerie de março de 1908, de que o tiro indireto foi usado pelos borgonheses no século XVI. Os russos parecem ter usado algo semelhante em Paltzig em 1759, onde dispararam sobre árvores, e as instruções da época indicam que esta era uma prática normal. Esses métodos provavelmente envolviam um ponto de mira posicionado alinhado ao alvo.[carece de fontes?] O primeiro exemplo de tiro indireto ajustado por um observador parece ter sido durante a defesa de Hougoumont na Batalha de Waterloo, onde uma bateria da Artilharia Montada Real disparou uma barragem indireta de estilhaços contra o avanço das tropas francesas usando correções dadas pelo comandante de uma bateria adjacente com uma linha de visão direta.
O tiro indireto moderno data do final do século XIX. Em 1882, um russo, o Tenente-Coronel K.G. Guk, publicou Tiro de Artilharia de Campanha a partir de Posições Cobertas que descrevia um método melhor de bombardeio indireto (em vez de apontar sobre pontos alinhados com o alvo). Em essência, esta era a geometria do uso de ângulos para pontos de mira que poderiam estar em qualquer direção em relação ao alvo. O problema era a falta de um instrumento de azimute que possibilitasse isso; já existiam clinômetros para elevação. Os alemães resolveram este problema inventando o plano de alinhamento por volta de 1890. Esta era uma mira aberta rotativa montada em um canhão, montada em alinhamento com a alma (parte interna do cano) e capaz de medir grandes ângulos a partir dela. Projetos semelhantes, geralmente capazes de medir ângulos em um círculo completo, foram amplamente adotados na década seguinte. No início de 1900, a mira aberta às vezes era substituída por um telescópio e o termo goniômetro substituiu "plano de alinhamento" em inglês.
O primeiro uso incontestável e documentado de tiro indireto na guerra usando os métodos de Guk, embora sem mira de plano de alinhamento, ocorreu em 26 de outubro de 1899 por artilheiros britânicos durante a Segunda Guerra dos Bôeres. Embora ambos os lados tenham demonstrado no início do conflito que podiam usar a técnica de forma eficaz, em muitas batalhas subsequentes, os comandantes britânicos ordenaram que a artilharia fosse "menos tímida" e avançasse para responder às preocupações das tropas sobre o abandono dos seus canhões. Os britânicos usaram arcos de canhões improvisados com obuseiros; os arranjos de observação usados pelos bôeres com seus canhões alemães e franceses não são claros.
Os primeiros dispositivos goniométricos sofriam com o problema de que o apontador do canhão tinha que se mover para olhar através da mira. Isto era muito insatisfatório se o ponto de mira não fosse para a frente, especialmente em canhões maiores. A solução foi uma mira panorâmica periscópica, com a ocular voltada para trás e o topo giratório da mira acima da altura da cabeça do apontador. O projeto alemão Goertz 1906 foi selecionado tanto pelos britânicos quanto pelos russos. Os britânicos adotaram o nome "Dial Sight" para este instrumento; os EUA usaram o "Telescópio Panorâmico"; a Rússia usou o "panorama Goertz".
As elevações foram medidas por um clinômetro, um dispositivo que utiliza um nível de bolha para medir um ângulo vertical a partir do plano horizontal. Estes podem ser instrumentos separados colocados em uma superfície paralela ao eixo da alma ou fisicamente integrados em alguma forma de montagem de mira. Algumas armas tinham clinômetros graduados em distâncias em vez de ângulos. Os clinômetros tinham vários outros nomes, incluindo "quadrante de nível", "escala de alcance", "tambor de elevação" e "quadrante do artilheiro" e várias configurações diferentes. Aqueles graduados em campos de tiro eram específicos para um tipo de arma.
Esses arranjos duraram a maior parte do século XX, até que giroscópios robustos, confiáveis e precisos e com boa relação custo-benefício forneceram um meio de apontar a arma ou o lançador em qualquer azimute e elevação necessários, permitindo assim o tiro indireto sem usar pontos de mira externos. Esses dispositivos usam giroscópios em todos os três eixos para determinar a elevação atual, o azimute e a inclinação do munhão.

## Assuntos relacionados

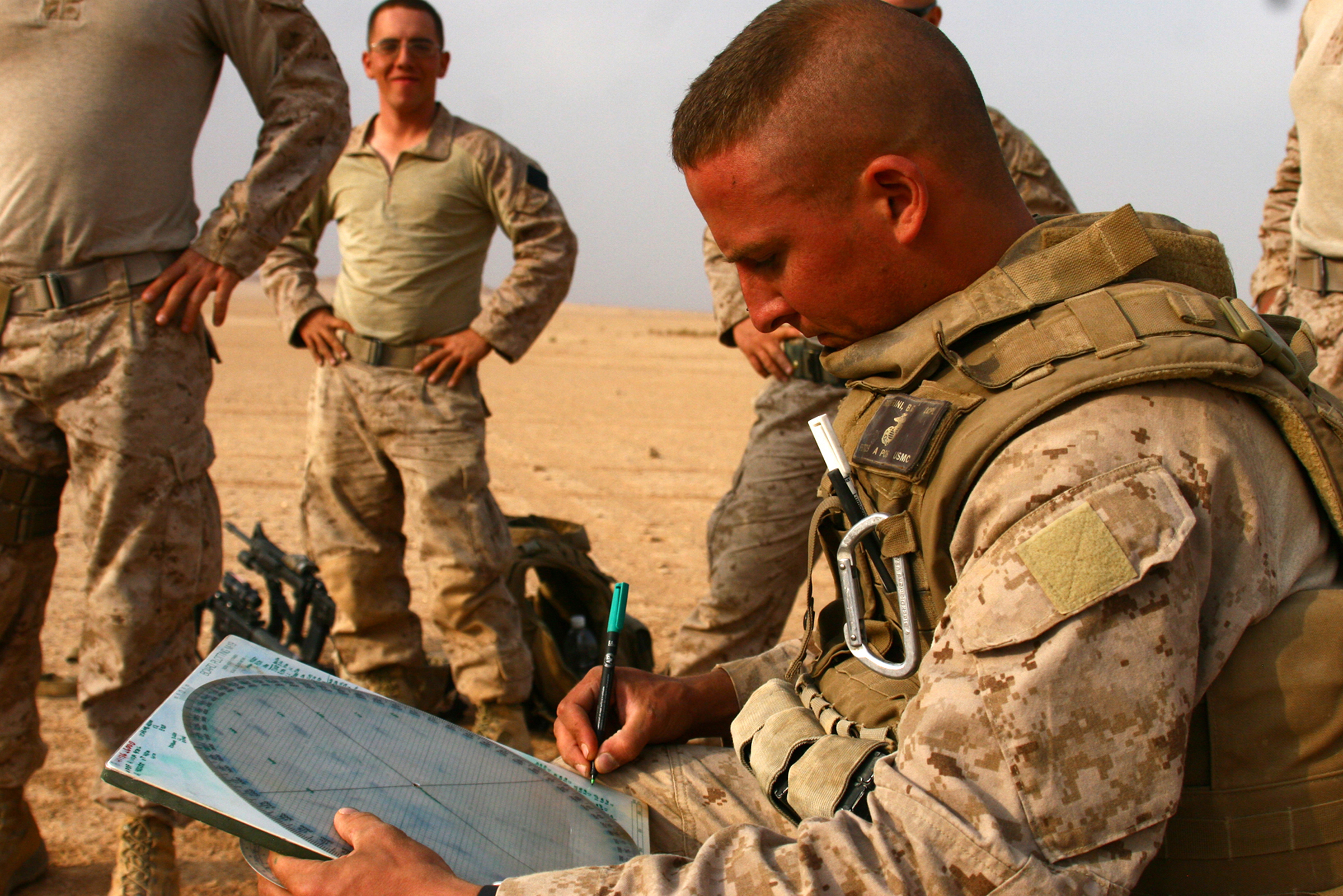
Um cabo anspeçada do Corpo de Fuzileiros Navais dos Estados Unidos traça a direção e a elevação de um morteiro antes de disparar.

Antes que uma arma ou lançador possa ser apontado, ele deve ser orientado para um azimute conhecido, ou pelo menos para uma área alvo. Inicialmente, o ângulo entre o ponto de mira e a área alvo é deduzido, ou estimado, e definido na mira azimutal. Cada arma é então colocada no ponto de mira, com este ângulo para mantê-las apontadas aproximadamente paralelas umas às outras. No entanto, para a artilharia, outro instrumento, denominado diretor (Reino Unido) ou círculo de mira (Estados Unidos), tornou-se difundido e, eventualmente, o principal método de orientação de armas na maioria, senão em todos os exércitos. Depois de ser orientada e apontada na direção necessária, uma arma registraria ângulos para um ou mais pontos de mira. Esses primeiros diretores foram os progenitores da posterior classe geral de diretores.
O tiro indireto precisa de um arranjo de comando e controle para distribuir armas aos alvos e direcionar seu fogo. Este último pode envolver observadores terrestres ou aéreos ou dispositivos e sistemas técnicos. Os observadores informam onde os tiros caem para que a mira possa ser corrigida. Na Primeira Guerra Mundial, uma tarefa importante para aeronaves - tanto mais pesadas que o ar quanto balões - era a observação de artilharia. No uso naval vários navios podem estar atirando no mesmo alvo, dificultando a identificação da queda do tiro de um determinado navio; corantes de cores diferentes para cada navio eram frequentemente usados para ajudar na localização.
O tiro pode ser “ajustado” ou “previsto”. Ajustar significa que alguma forma de observação é usada para corrigir a queda do tiro no alvo; isso pode ser necessário por vários motivos possíveis:
- a relação geoespacial entre a arma e o alvo não é conhecida com precisão;
- não estão disponíveis dados de boa qualidade sobre as condições prevalecentes; ou
- o alvo está se movendo ou espera-se que se mova.

O tiro previsto, originalmente chamado de "tiro por mapa", foi introduzido na Primeira Guerra Mundial. Isso significa que os dados de disparo são calculados para incluir correções para as condições atuais prevalecentes. Requer que a localização do alvo seja conhecida com precisão em relação à localização da arma.
Os tiros ajustados e previstos não são mutuamente exclusivos, o primeiro pode utilizar dados previstos e o último pode necessitar de ajuste em algumas circunstâncias.
Existem duas abordagens para o azimute que orienta os canhões de uma bateria para tiro indireto. Originalmente, "zero", significando 6.400 mils, 360 graus ou equivalente, era definido em qualquer direção em que a arma orientada estivesse apontada. Os dados de disparo eram um desvio ou mudança deste zero.
O outro método era definir a mira na orientação real da grade na qual a arma estava orientada, e os dados de disparo eram a orientação real em relação ao alvo. Este último reduz as fontes de erros e torna mais fácil verificar se as armas foram colocadas corretamente. No final da década de 1950, a maioria dos exércitos havia adotado o método de rolamento, com a notável exceção sendo os Estados Unidos.